# Cratichneumon excors
Cratichneumon excors là một loài tò vò trong họ Ichneumonidae.